# مارتین برکوویچ

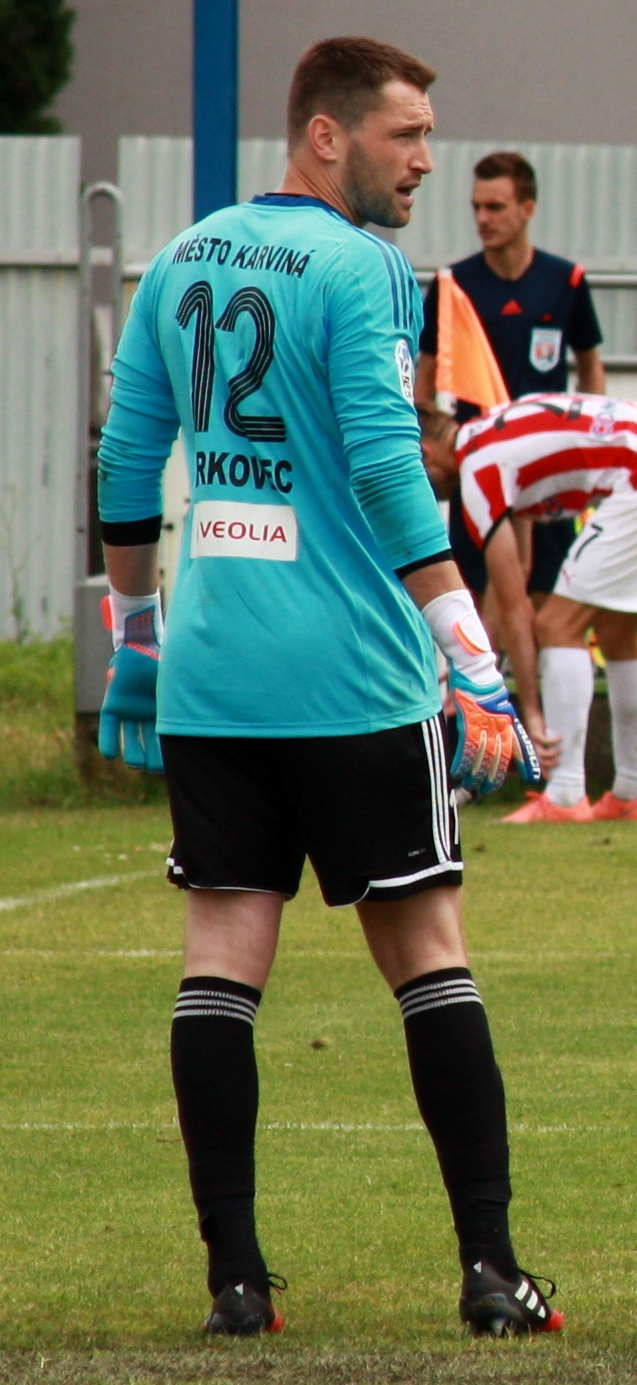
مارتین برکوویچ در سال ۲۰۱۸

مارتین برکوویچ (انگلیسی: Martin Berkovec؛ زادهٔ ۱۲ فوریهٔ ۱۹۸۹) بازیکن فوتبال اهل جمهوری چک است که در پست دروازه‌بان بازی می‌کند.

## باشگاهی
از باشگاه‌هایی که در آن بازی کرده‌است می‌توان به بوهمیانس ۱۹۰۵ و اسلاویا پراگ اشاره کرد.